# Giovanni Pisano (voetballer)
Giovanni Pisano (Syracuse, 5 oktober 1968) is een  voormalig voetballer uit Italië, die in 2006 zijn loopbaan als aanvaller beëindigde bij ACD Città di Vittoria. Hij kwam eerder onder meer uit voor Cosenza, Pescara, Genoa CFC en Salernitana Sport. In het seizoen 1994/95 was hij topscorer in de Serie B met 21 treffers voor laatstgenoemde club.